# Banksia occidentalis
Banksia occidentalis es una especie de arbusto o pequeño árbol del género Banksia. Se produce en la costa sur de Australia Occidental en tres poblaciones separadas: en Augusta, cerca de Albany y en el área Esperance.
Un estudio realizado en 1980 en la playa de campo Cheyne  mostró que era polinizada por el Phylidonyris novaehollandiae y de Phylidonyris niger.
Las semillas no requieren ningún tratamiento, y toman 21 a 47 días para germinar.
Se observó que la especie sea en cultivo en Inglaterra en los jardines de  Chiswick House en 1834.

## Taxonomía
Banksia occidentalis fue descrita por Alexander Segger George y publicado en Nuytsia 6: 310. 1988.
Etimología
Banksia: nombre genérico que fue otorgado en honor del botánico inglés Sir Joseph Banks, quien colectó el primer espécimen de Banksia en 1770, durante la primera expedición de James Cook.
occidentalis: epíteto latíno que significa "del oeste".